# Coursan
Coursan je naselje in občina v južnem francoskem departmaju Aude regije Languedoc-Roussillon. Leta 1999 je naselje imelo 5.241 prebivalcev.

## Geografija
Kraj leži v pokrajini Languedoc ob reki Aude 7 km severovzhodno od središča  Narbonna.

## Uprava
Coursan je sedež istoimenskega kantona, v katerega so poleg njegove vključene še občine Armissan, Cuxac-d'Aude, Fleury, Gruissan, Salles-d'Aude in Vinassan z 20.238 prebivalci.
Kanton Coursan je sestavni del okrožja Narbonne.